# چوجی
چوجی (به ژاپنی: 長治 Chōji) نام یک عصر تاریخی ژاپنی (نِنگُو) بود. این عصر بعد از کووا (دوره هی‌آن) و قبل از کاجو قرار داشت و از فوریه ۱۱۰۴ تا آوریل ۱۱۰۶ میلادی به طول انجامید. در طی این عصر امپراتور هوریکاوا، امپراتور ژاپن بود.